# 紐曼斯維爾 (伊利諾伊州)
紐曼斯維爾（英語：Newmansville）是位於美國伊利諾伊州卡斯縣的一個非建制地區。該地的面積和人口皆未知。

## 地理
紐曼斯維爾的座標為40°00′12″N 90°00′42″W / 40.00333°N 90.01167°W，而該地的平均海拔高度為191米（即594英尺）。